# Banda Encantu's
Banda Encantu's é uma banda brasileira de forró eletrônico originado no estado da Paraíba, em Janeiro de 2005. Atualmente, tem como vocalistas: Marcelo Mendes, James Sousa, Manu Barbosa e Rachel Costa.

## História
O grupo teve início em janeiro de 2005, em João Pessoa, capital paraibana, com os empresários irmãos Rodrigo Oliveira Lopes e Rafaella Lopes. O sucesso deles partiu da ideia de fazer um projeto diferente de outros já existentes, apostando nas letras das canções e na produção dos shows.
Em 2009, a banda Encantu's, com sua formação original composta por Carlinhos Caiçara, James Sousa e Jordânia Silva, gravou seu primeiro DVD na cidade de Bayeux, Paraíba, reunindo um público significativo.
Em setembro de 2012, a vocalista Jordânia Silva anuciou sua saída da banda.
Em 2016, após 8 anos a frente da Encantu's, Carlinhos Caiçara se desliga da banda para seguir carreira solo.
Em dezembro de 2018, foi anunciada a entrada de Marcelo Mendes e Manu Barbosa como novos vocalistas da Banda.
Em setembro de 2021, após 16 anos a frente da Banda Encantu's, o vocalista James Sousa anunciou a sua saída do Grupo, o motivo não foi revelado.
A Banda Encantu's faz parte do casting artístico da FOR MUSIC, realizando uma média de 20 shows ao mês em todo o país e inserida na programação de grandes eventos, sobretudo no Nordeste e Sudeste.
O som da banda diferencia-se da maioria por fazer um forró mais romântico e melodioso.
Em março de 2023, a banda Encantu's lançou o DVD Baú da Encantu's, comemorando seu 15º aniversário de atividade. Este DVD compila uma seleção de músicas da trajetória do grupo, apresentando colaborações de diversos artistas ao longo de sua carreira. Em outubro, a Encantu's relançou a música É Sério, do álbum Verdadeiro Amor volume 3, anteriormente interpretada por Carlinhos Caiçara. A canção ganhou destaque após a influenciadora Lary Ingrid compartilhar momentos ouvindo-a. "É Sério" é uma adaptação de Forever Young da banda Alphaville. A versão, composta por Ivan Silva e Gilmara Lima e interpretada pelo vocalista atual da banda, Marcelo Mendes, alcançou milhões de visualizações no YouTube e posições nos rankings do Spotify.
Em 18 de setembro de 2024, a banda Encantu's anunciou Rachel Costa como sua nova cantora. Antes de integrar o grupo, ela atuou em várias bandas de forró, como Noda de Caju, Anjos & Demônios e Forró Anjo Azul, além de desenvolver uma carreira solo. Sua estreia oficial com a banda ocorreu em 1º de outubro.
Em 17 de fevereiro de 2025, a banda Encantu's anuncia a volta do cantor James Sousa. Antes da volta, ele estava quase 4 anos na carreira solo. A reestreia do cantor com a banda ocorreu em 22 de março.

## Discografia
- Apaixonado (2005)
- Astronauta do Amor (Te Dei Uma Chance) (2007)
- Verdadeiro Amor (2008)
- Apaixonado por Você (2010)
- Sintonizados (2012)
- Sumiu da Internet (2014)
- New History (2015)

## DVD'S
- Ao Vivo em Bayeux-PB (2009)

- Ao Vivo em São Paulo-SP (2011)

- Ao Vivo em João Pessoa-PB (2013)

- Ao Vivo em Campina Grande-PB (2014)